# Tatsuki Machida
Tatsuki Machida (町田樹?, Machida Tatsuki; Kawasaki, 9 marzo 1990) è un ex pattinatore artistico su ghiaccio giapponese.

## Palmarès
GP: Grand Prix; CS: Challenger Series; JGP: Junior Grand Prix
| Internazionali                                                                 | Internazionali | Internazionali | Internazionali | Internazionali | Internazionali | Internazionali | Internazionali | Internazionali | Internazionali | Internazionali | Internazionali | Internazionali |
| Evento                                                                         | 2003–04        | 2004–05        | 2005–06        | 2006–07        | 2007–08        | 2008–09        | 2009–10        | 2010–11        | 2011–12        | 2012–13        | 2013–14        | 2014–15        |
| ------------------------------------------------------------------------------ | -------------- | -------------- | -------------- | -------------- | -------------- | -------------- | -------------- | -------------- | -------------- | -------------- | -------------- | -------------- |
| Giochi olimpici invernali                                                      |                |                |                |                |                |                |                |                |                |                | 5°             |                |
| Campionati mondiali                                                            |                |                |                |                |                |                |                |                |                |                | 2°             |                |
| Campionati dei Quattro continenti                                              |                |                |                |                |                |                | 2°             |                | 7°             |                |                |                |
| GP Finale                                                                      |                |                |                |                |                |                |                |                |                | 6°             | 4°             | 6°             |
| GP Trophée Eric Bompard                                                        |                |                |                |                |                |                |                |                |                |                |                | 2°             |
| GP Cup of China                                                                |                |                |                |                |                |                |                | 5°             |                | 1°             |                |                |
| GP NHK Trophy                                                                  |                |                |                |                |                |                |                |                | 7°             |                |                |                |
| GP Rostelecom Cup                                                              |                |                |                |                |                |                |                | 11°            |                |                | 1°             |                |
| GP Skate America                                                               |                |                |                |                |                |                |                |                |                | 3°             | 1°             | 1°             |
| Giochi asiatici invernali                                                      |                |                |                |                |                |                |                | 4°             |                |                |                |                |
| Asian Trophy                                                                   |                |                |                |                |                |                |                |                |                |                | 1°             |                |
| Golden Spin                                                                    |                |                |                |                |                |                |                |                | 1°             |                |                |                |
| Nebelhorn Trophy                                                               |                |                |                |                |                |                |                | 1°             | R              |                |                |                |
| Ondrej Nepela Trophy                                                           |                |                |                |                |                |                |                |                |                | 1°             |                |                |
| NRW Trophy                                                                     |                |                |                |                |                |                | 6°             |                |                |                |                |                |
| Coupe du Printemps                                                             |                |                |                |                |                |                |                |                |                | 2°             |                |                |
| Triglav Trophy                                                                 |                |                |                |                |                |                |                | 1st            |                |                |                |                |
| Universiadi                                                                    |                |                |                |                |                | 5°             |                |                |                |                |                |                |
| Internazionali: Junior                                                         |                |                |                |                |                |                |                |                |                |                |                |                |
| Campionati mondiali                                                            |                |                |                | 9°             |                |                |                |                |                |                |                |                |
| JGP Austria                                                                    |                |                |                |                | 9°             |                |                |                |                |                |                |                |
| JGP Repubblica Ceca                                                            |                |                |                | 2°             |                |                |                |                |                |                |                |                |
| JGP Estonia                                                                    |                |                | 10°            |                |                |                |                |                |                |                |                |                |
| JGP Francia                                                                    |                | 7°             |                |                |                |                |                |                |                |                |                |                |
| JGP Messico                                                                    |                |                |                | 4°             |                |                |                |                |                |                |                |                |
| JGP Polonia                                                                    |                |                | 7°             |                |                |                |                |                |                |                |                |                |
| JGP Spagna                                                                     |                |                |                |                |                | 3°             |                |                |                |                |                |                |
| JGP Gran Bretagna                                                              |                |                |                |                | 1°             |                |                |                |                |                |                |                |
| Gardena Spring Trophy                                                          |                |                | 5° J           |                |                | 1° J           |                |                |                |                |                |                |
| Nazionali                                                                      |                |                |                |                |                |                |                |                |                |                |                |                |
| Campionati giapponesi                                                          |                |                |                | 13°            |                | 7°             | 4°             | 6°             | 4°             | 9°             | 2°             | 4°             |
| Campionati giapponesi junior                                                   | 12°            | 5°             | 7°             | 1°             | 7°             | 2°             |                |                |                |                |                |                |
| Eventi a squadre                                                               |                |                |                |                |                |                |                |                |                |                |                |                |
| Giochi olimpici invernali                                                      |                |                |                |                |                |                |                |                |                |                | 5° S 3° P      |                |
| J = Junior; R = Ritirato; S = Risultato della squadra; P = Risultato personale |                |                |                |                |                |                |                |                |                |                |                |                |